# 손을 잡는 이유
〈손을 잡는 이유〉(일본어: 手をつなぐ理由 테오 츠나구 리유[*])는 일본의 여성 가수 니시노 카나의 32번째 싱글로, 2017년 10월 18일에 SME 레코드에서 발매되었다. 전작 〈Girls〉에서 약 2개월 만의 싱글이다.

## 수록곡
| #            | 제목                              | 재생 시간 |
| ------------ | --------------------------------- | --------- |
| 1.           | 〈手をつなぐ理由→손을 잡는 이유〉 | 4:14      |
| 2.           | 〈One More Time〉                 | 4:25      |
| 3.           | 〈Drive Away〉                    | 2:50      |
| 총 재생 시간 | 총 재생 시간                      | 11:22     |